# Miasto niedźwiedzia (serial telewizyjny)
Miasto niedźwiedzia (oryginalny tytuł w Szwecji: Björnstad) – szwedzki miniserial dramatyczny wyprodukowany przez HBO Nordic. Został oparty na książce Miasto niedźwiedzia napisanej przez Fredrika Backmana. Serial składa się z pięciu odcinków, został stworzony przez Andersa Weidemanna, Antonię Pyk, Linn Gottfridsson i wyreżyserowany przez Petera Grönlunda. Serial jest emitowany od 18 października 2020 na HBO GO.

## Fabuła
Gwiazda hokeja Peter Andersson wraca do swojego rodzinnego miasta Björnstad, aby trenować drużynę juniorów w hokeju na lodzie. Kiedy jeden z zawodników drużyny juniorów zostaje oskarżony o molestowanie seksualne córki Petera, wszystko w małej społeczności zostaje wywrócone do góry nogami.

## Obsada
- Ulf Stenberg – Peter Andersson
- Miriam Ingrid – Maya Andersson
- Aliette Opheim – Mira Andersson
- Oliver Dufåker – Kevin Erdahl
- Tobias Zilliacus – Mats Erdahl
- Sanna Niemi – Ana
- Otto Fahlgren – Benji Ovich
- Alfons Nordberg – William Lyt
- Rasmus Karlsson – Filip
- Erik Lundqvist – Bobo
- Najdat Rustom – Amat
- Helen Al-Jnabi – Fatima
- Jacob Nordenson – Sune
- Tomas Bergström – David
- Lukas Wetterberg – Leo
- Charlotta Jonsson – Maggan Lyt
- Anna Azcárate – Ramona

## Odcinki
| Odcinek | Reżyseria      | Scenariusz                                       | Premiera HBO |
| ------- | -------------- | ------------------------------------------------ | ------------ |
| 1       | Peter Grönlund | Anders Weidemann, Antonia Pyk, Linn Gottfridsson | 18.10.2020   |
| 2       | Peter Grönlund | Anders Weidemann, Antonia Pyk, Linn Gottfridsson | 18.10.2020   |
| 3       | Peter Grönlund | Anders Weidemann, Antonia Pyk, Linn Gottfridsson | 25.10.2020   |
| 4       | Peter Grönlund | Anders Weidemann, Antonia Pyk, Linn Gottfridsson | 01.11.2020   |
| 5       | Peter Grönlund | Anders Weidemann, Antonia Pyk, Linn Gottfridsson | 08.11.2020   |

## Produkcja
Zdjęcia zostały zrealizowane w 2019 roku w Gällivare i okolicach Övertorneå, Kalix, Haparanda, Malmberget i Kiruna.

## Ścieżka dźwiękowa
Oficjalną ścieżką dźwiękową serialu został utwór „Weight of the World”, który skomponowała oraz wykonała Cornelia Jakobs.